# Matteo Caraman
Matteo Caraman (in croato Matej Karaman, o anche Mate o Mathaeus; Spalato, 6 giugno 1700 – Zara, 7 maggio 1771) è stato un arcivescovo cattolico e filologo dalmata, noto per il suo impegno nel campo della lingua e liturgia slavonica, nonché per la sua dedizione alla causa dell'unione delle Chiese.

## Biografia

### Formazione e primi anni
Nacque a Spalato il 6 giugno 1700 da Zuanne Caraman e Margaritta Craguglievich; intraprese gli studi presso il locale seminario. Dopo essere stato ordinato sacerdote il 18 settembre 1723, continuò gli studi e conseguì il dottorato in filosofia e teologia a Roma nel 1739. Durante un periodo di insegnamento presso il seminario di Zara, fu a contatto con il clero glagolitico e si appassionò alla lingua e alla liturgia slavonica.
Nel 1732, su invito del vescovo di Zara Vicko Zmajević, si recò in Russia, dove divenne cappellano del fratello di Vicko, l'ammiraglio Matija Zmajević, e si dedicò allo studio dell'antico slavo ecclesiastico. Rimase in Russia fino al 1737, approfondendo la conoscenza della lingua e della cultura religiosa, e si occupò principalmente della cura pastorale dei soldati e dei marinai croati nell'esercito russo.
Durante il suo soggiorno russo, contribuì alla traduzione di testi liturgici in lingua slava ecclesiastica e scrisse importanti resoconti sulla situazione ecclesiastica in Russia, tra cui tre rapporti inviati alla Congregazione di Propaganda Fide, in cui trattava della condizione del clero e dei fedeli della Chiesa ortodossa.
Nel 1738 tornò a Roma, dove, su richiesta della Congregazione per la Propagazione della Fede, si dedicò all'aggiornamento del Missale Romanum Slavonico Idiomate, un'importante edizione del Messale in antico slavo ecclesiastico, nonché alla stesura di un abbecedario, che fu pubblicato in diverse edizioni tra il 1739 e il 1763.
Nel 1742, divenne vescovo di Ossero e continuò il suo lavoro in favore della Chiesa cattolica e della liturgia slava, proponendo l'antico slavo ecclesiastico come lingua liturgica per i popoli slavi.

### Arcivescovo di Zara
Nel 1745, dopo la morte di Vicko Zmajević, fu nominato arcivescovo metropolita di Zara, dove proseguì le riforme avviate dal suo predecessore. Uno dei suoi progetti più importanti fu l'istituzione di un seminario illirico, finalizzato alla formazione del clero glagolitico, che aprì nel 1748. Il seminario, che prese il nome di "seminario Zmajević" in onore del suo fondatore, divenne un centro di formazione per i sacerdoti slavi, in particolare quelli di rito glagolitico.
Continuò anche a scrivere opere teologiche e filologiche, tra cui la Grammatica dell'antico slavo ecclesiastico e un trattato sull'unità del lingua letteraria slavo, in cui difese l'antico slavo come lingua adatta alla liturgia e alla letteratura.
Come arcivescovo, si impegnò a mantenere una stretta supervisione sul clero e sulle pratiche religiose nella sua diocesi. Fu anche un forte sostenitore dell'unione dei cristiani ortodossi con la Chiesa cattolica, in particolare tra le comunità ortodosse della Dalmazia, e scrisse diversi trattati su questo tema. Tuttavia, le sue proposte di riunificazione non ebbero molto successo durante la sua vita.
Si oppose fermamente alla proibizione, da parte della Chiesa, dell'uso delle lingue vernacolari nella liturgia, cercando di preservare l'uso dello slavo nella celebrazione dei riti sacri. La sua posizione influenzò le discussioni sulla lingua liturgica e il suo impatto si estese fino a Roma, dove scrisse contro la decisione papale di vietare l'uso delle lingue vernacolari in chiesa.
Caraman fu arcivescovo di Zara fino alla sua morte, avvenuta il 7 maggio 1771. Fu sepolto nella chiesa di San Donato a Zara; i suoi resti furono successivamente trasferiti nella cattedrale di Zara.

## Opere principali
- (LA, CU) Matia Karaman (a cura di), Missale Romanum Slavonico Idiomate jussu SS. D.N. Papae Urbani Octavi editum, Roma, Sacra Congregatio de Propaganda Fide, 1741.
- (CU) Matija Karaman, Bukvar slavenskij, Roma, 1739 (GHR), 1753 (GHR), 1763.
- Identità della lingua litterale Slava e necessità di conservarla ne’ libri sacri, Zara, 1753.
- Grammatica del linguaggio slavonico antico (manoscritto, 1739)
- Expositio alphabeti Illyrici glagolitici et cirilliani, Roma, 1753.

## Genealogia episcopale
La genealogia episcopale è:
- Cardinale Scipione Rebiba
- Cardinale Giulio Antonio Santori
- Cardinale Girolamo Bernerio, O.P.
- Arcivescovo Galeazzo Sanvitale
- Cardinale Ludovico Ludovisi
- Cardinale Luigi Caetani
- Cardinale Ulderico Carpegna
- Cardinale Paluzzo Paluzzi Altieri degli Albertoni
- Cardinale Flavio Chigi
- Papa Clemente XII
- Cardinale Giovanni Antonio Guadagni
- Arcivescovo Matteo Caraman